# Верхня Тишанка
Верхня Тишанка (рос. Верхняя Тишанка) — село у Таловському районі Воронезької області Російської Федерації.
Населення становить 2950  осіб. Входить до складу муніципального утворення Тишанське сільське поселення.

## Історія
Населений пункт розташований у межах українського історичного регіону Східна Слобожанщина.
Від 1928 року належить до Таловського району, спочатку в складі Центрально-Чорноземної області, а від 1934 року — Воронезької області.
Згідно із законом від 15 жовтня 2004 року входить до складу муніципального утворення Тишанське сільське поселення.

## Населення
| 1959  | 1979  | 2002  | 2010  | 2012  | 2013  | 2014  |
| ----- | ----- | ----- | ----- | ----- | ----- | ----- |
| 6831  | ↘5601 | ↘3653 | ↘3250 | ↘3171 | ↘3086 | ↘3005 |
| 2015  |       |       |       |       |       |       |
| ↘2950 |       |       |       |       |       |       |